# Rossina Soca
Rossina Soca (født 17. maj 1988) er en håndboldmålmand fra Uruguay. Hun spiller på Uruguays håndboldlandshold, og deltog under VM 2011 i Brasilien.